# Сражение при Орлеане (463)

Суассонская область при преемниках Эгидия

Сражение при Орлеане (сражение при Аврелиануме) — состоявшееся в 463 году около Орлеана (Аврелианума) сражение, в которой римская армия во главе с военным магистром в Галлии Эгидием нанесла поражение вестготскому войску под командованием Фридериха, брата короля Теодориха II.

## Исторические источники
О сражении при Орлеане сообщают несколько позднеантичных и раннесредневековых исторических источников. В том числе, о нём упоминается в хронике Идация, в «Галльской хронике 511 года» и в труде Мария Аваншского.
О других военных конфликтах того времени, в которых участвовали вестготы, сообщается также в сочинении Иордана «О происхождении и деяниях гетов», в «Истории франков» Григория Турского, а также в эпистолярных и агиографических источниках.

## Предыстория
В 461 году по приказу военного магистра в Италии Рицимера был убит правитель Западной Римской империи Майориан. Вместо него Рицимер возвёл на престол своего ставленника Либия Севера. Однако новый западно-римский император не был признан законным правителем византийским императором Львом I. Также и многие правители окраинных земель западной части Римской империи отказались подчиняться Либию Северу. Среди таких лиц был и военный магистр, фактический правитель северных областей Римской Галлии, Эгидий.
В течение нескольких месяцев после восшествия на престол Либия Севера отношения между Рицимером и Эгидием оставались напряжёнными, но каких-либо военных действий между ними не происходило. Ситуация изменилась в 462 году, когда о своей поддержке нового западно-римского императора объявил правитель вестготов Теодорих II. В том же году Фридерих, брат вестготского короля, без боя овладел Нарбоном, а уже в 463 году Теодорих II принял решение напасть на Суассонскую область — контролировавшиеся Эгидием земли к северу от реки Луары. Предполагается, что главной причиной этого решения короля вестготов было не его желание оказать помощь Либию Северу, а намерение распространить свою власть на области Северной Галлии.

## Сражение
Поход вестготского войска в Суассонскую область по приказу Теодориха II возглавил его брат Фридерих. Навстречу вестготам двинулось войско под командованием Эгидия, состоявшее как из галло-римлян, так и, по свидетельству Мария Аваншского, из федератов-франков короля Хильдерика I. Противники встретились для сражения вблизи Орлеана, в междуречье Луары и Луара. Здесь произошла кровопролитная битва, победу в которой одержали воины Эгидия. По свидетельству исторических источников, на поле боя пал Фридерих, а остатки вестготского войска обратились в бегство.
Поражение при Орлеане приостановило посягательства Теодориха II на земли к северу от Луары. Снова вестготы начали претендовать на установление гегемонии над Римской Галлией только после разгрома войска вождя бриттов Риотама в сражении при Деоле около 469 года. Эгидию же победа в сражении 463 года позволила сосредоточить силы для борьбы с угрожавшими его владениям с северо-востока саксами.